# 手嶋準一
手嶋 準一（てしま じゅんいち、1961年2月15日 - ）は、日本気象協会九州支社所属の気象予報士。愛称「テッシー」。

## 略歴・特徴
福岡市出身。福岡県立城南高等学校を経て九州大学農学部を卒業後、気象協会に入職。一時期チベットで勤務していたこともあるという。法制度発足後気象予報士になり現在に至る。気象協会九州支社内では、NHKに出演する吉竹顕彰（同じ大学、1957年生まれ）に次ぐ重鎮となっている。
天気が外れたときの「当たらなくてごめんなさい！」は、福岡の視聴者から人気を得ている。博多華丸、町田隼人のほか、福岡のローカルタレントの多くが彼のものまねをしている。特に水江明博（吉本興業所属）は手嶋公認のものまねタレントであり、親交も深く、一緒にテレビに出演した事もある。また2005年にSMAPが福岡でコンサートをした時、香取慎吾が彼のものまねをした。
2015年3月の『TNCスーパーニュース』終了と同時に、長年勤めた天気予報担当を降板した。

## 出演番組
- 『情報レシピ ニジ☆ゴジ』（テレビ西日本）
番組終盤の気象情報を担当。17時前に気象台から発表される最新の気象情報を反映させるように努めた。
- 『TNCスーパーニュース』→『ハチナビプラス スーパーニュース』→『TNCスーパーニュース』（テレビ西日本）
- 『福岡NEWSファイル CUBE』（テレビ西日本）
スタジオ内で、またはリポーターと一緒に福岡県内の旬の名所を紹介しながら天気予報を行う。ちなみにスタジオ内のときは角田華子、および2012年4月からアシスタントとなっているHKT48のメンバー1名（週替わり）との掛け合いとなる。
- 『地元検証バラエティ 福岡くん。』（福岡放送）
2020年8月9日に『福岡どローカルモノマネ』のコーナーで約6年ぶりにテレビ出演した。

RKBラジオの定時の天気予報（主に平日の午前中）も担当しており、かつて『安藤豊オトナの学校』では龍山康朗のピンチヒッターも担当した。

## 特記事項
- テレビ西日本のグッズショップでは彼をモチーフにしたキャラクターグッズ『SUN SUN手嶋さん』が販売されていた。
- テレビ西日本の番組に出演するようになったのは、局の近く、百道地区で生まれ育って、今も住んでいるからだという。気象協会には基本的に自転車で通勤し、仕事を終えるとまた自転車でTNCへ。番組が終わると、家は近いのですぐ帰れる、というわけである。CROSS FMの番組表を兼ねた西日本新聞発行の小冊子BNT2006年6月号に登場し、福岡都心部でのお気に入りの場所を紹介していた。
- 『土曜NEWSファイル CUBE』内の企画で毎年角田華子と釣り対決を行っているが、毎回角田に敗れていた。